# Rhétorique grecque
 (mai 2014).
Si vous disposez d'ouvrages ou d'articles de référence ou si vous connaissez des sites web de qualité traitant du thème abordé ici, merci de compléter l'article en donnant les références utiles à sa vérifiabilité et en les liant à la section « Notes et références ».
La rhétorique grecque est, directement ou indirectement par le biais de la rhétorique latine, à la base de toutes les théorisations au Moyen Âge et aux époques moderne et contemporaine. Bien que d’autres civilisations aient étudié et pratiqué cette discipline – qui d’ailleurs se pratique spontanément, même sans la moindre connaissance –, les Grecs sont les inventeurs du mot et les premiers à avoir décrit la rhétorique et en avoir formulé les concepts.

## La rhétorique avant la rhétorique
La réflexion sur le langage et sa capacité à produire des idées et des réactions chez les auditeurs est certainement très ancienne en Grèce. Comme le remarquent souvent les théoriciens des époques ultérieures, déjà au VIIIe siècle av. J.-C., Homère fait preuve d’une maîtrise de l’art du discours impliquant que, génie mis à part, il avait reçu, sous une forme ou une autre (préceptes empiriques ou apprentissage ordonné) un savoir élaboré. Il énonce d'ailleurs ce qui a été considéré comme l'expression la plus ancienne de l'idéal grec de l'éducation et qui a souvent été cité aux époques de la rhétorique et de la sophistique : « se montrer bon orateur (en grec ancien : μύθων τε ῥητῆρ' ἔμεναι) en même temps que vaillant guerrier ». On peut constater la même maîtrise de l'art oratoire chez l’autre poète fondateur, Hésiode.

## La rhétorique des sophistes et des orateurs
Mais c’est au Ve siècle avant J.C. que les Grecs situent l’invention de la rhétorique proprement dite. Ils l’attribuent à deux Siciliens, Corax et son élève Tisias, personnages dont l’existence réelle est mise en doute. Cette « invention » est liée à la chute des tyrans qui eut alors lieu en Sicile. Selon une tradition attestée par Aristote et Platon, Corax aurait alors proposé ses services aux petits propriétaires dont les terres avaient été confisquées par les tyrans et qui, voulant les récupérer par procédure judiciaire, ne disposaient que de la parole pour soutenir leurs revendications. Une autre tradition assure au contraire que Corax voulait permettre aux puissants de conserver leur emprise sur le peuple après avoir perdu la possibilité de l’imposer par la force.
Ce qui est sûr c’est que la rhétorique est théorisée et approfondie dans la seconde moitié du Ve siècle avant J.C par ces « maîtres de savoir » (c’est le sens premier du mot grec sophistês) qu’à la suite de Platon nous appelons les Sophistes. Mais il n’y a pas chez eux, pour autant qu’on puisse en juger, de distinction nette entre philosophie, rhétorique et autres savoirs techniques. Celui d’entre eux qui s’est le plus particulièrement intéressé à la rhétorique est Gorgias. Sa pensée a eu une profonde influence sur ses successeurs.

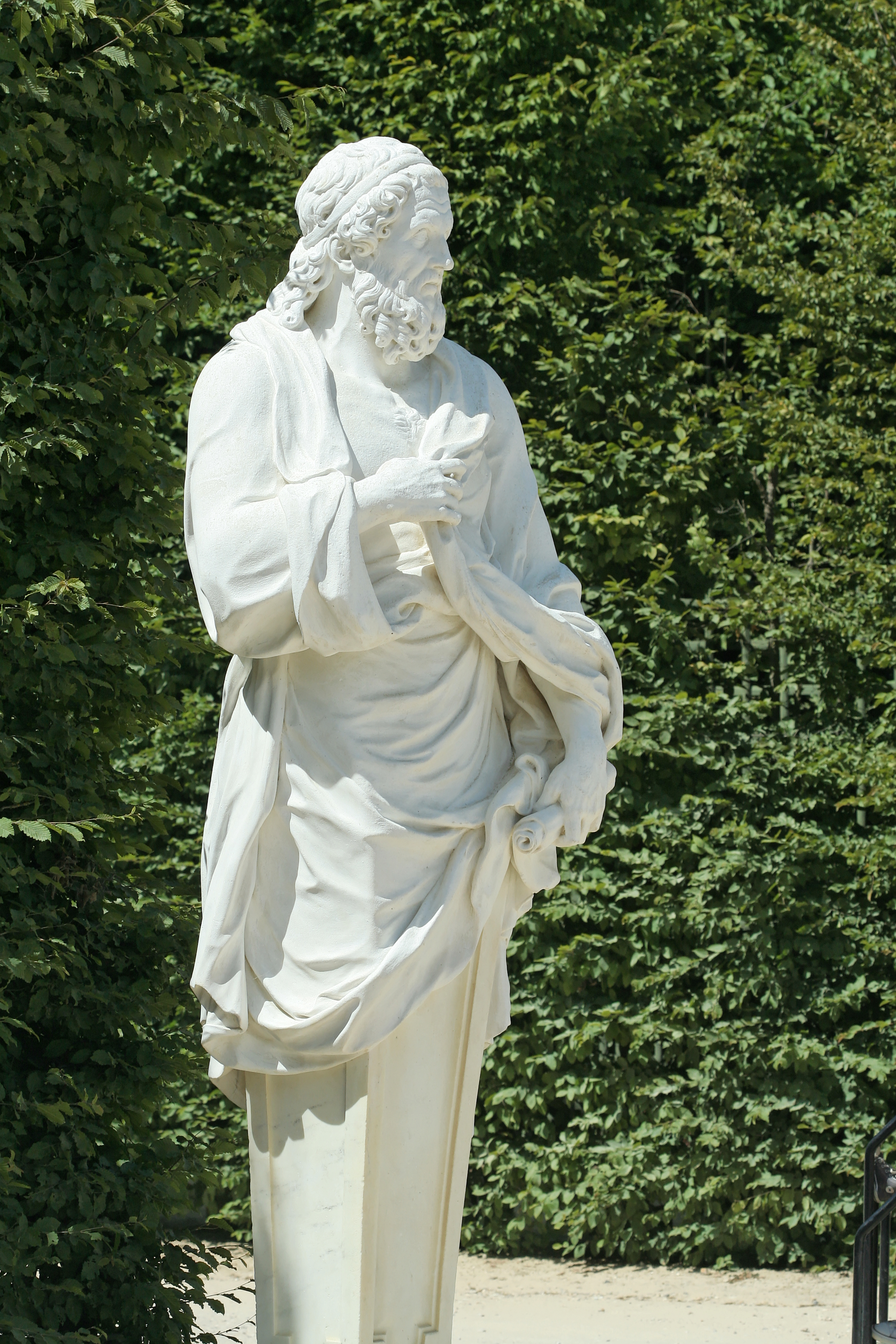
Isocrate par Pierre Granier (jardins de Versailles)

Au cours du IVe siècle avant J.C, avec Isocrate naît spécifiquement une rhétorique, distincte de la philosophie, opposée à la fois à celle-ci et à la recherche de la virtuosité pure qui caractérisait les sophistes. Dans le même temps, les conditions politiques à Athènes et, sous une forme généralisée, dans l’ensemble de la Grèce, favorisent l’émergence de grands orateurs dont les œuvres sont savamment construites, le plus célèbre d’entre eux étant Démosthène. Les ouvrages théoriques se multiplient, comme le note un peu plus tard Aristote, mais il ne nous en est parvenu que la Rhétorique à Alexandre, que les modernes attribuent généralement à Anaximène de Lampsaque. À la fin de l’époque classique et au cours de l’Époque hellénistique, des écoles de rhétorique s’ouvrent en Grèce, puis dans tout l’Orient méditerranéen, celle d’Eschine, rival malheureux de Démosthène, fondée. La rhétorique entre alors dans le cursus scolaire de toutes les élites du monde grec. La conquête romaine étend ce système à l’ensemble de l’empire. Il se maintient dans toute l’histoire de l’Empire romain (en latin en Occident) et se prolonge sous l’Empire byzantin. Des nombreux traités théoriques composés pendant la période hellénistique auxquels se réfèrent les ouvrages ultérieurs grecs et les auteurs latins que sont l’anonyme de La Rhétorique à Herennius, Cicéron et Quintilien, il ne nous reste malheureusement que le traité sur le style d’un certain Démétrios, ceux de Denys d'Halicarnasse et des fragments d’Hermagoras de Temnos (et de quelques autres, très réduits). En revanche, nous avons conservé beaucoup d’ouvrages de la période impériale et de l’Antiquité tardive – voir plus loin.

## La rhétorique des philosophes
Spécialité de ses adversaires et rivaux, les Sophistes, la rhétorique est l’objet de violentes attaques de la part de Platon. Tout en n’excluant pas la possibilité d’une « bonne » rhétorique, mais qui ne peut être pratiquée que par les philosophes (de même que le « bon roi » doit être d’abord un philosophe), il estime qu’elle est au mieux inutile (le vrai et le juste s’imposent d’eux-mêmes), au pire nuisible (on peut apprendre par elle à défendre le faux et l’injuste). Il met ainsi en scène Socrate face à Gorgias et ses disciples et à l’orateur Lysias, qui servent de repoussoirs.
Pour Aristote, en revanche, il est idéaliste de condamner la rhétorique et de tenter de l’interdire, puisqu’elle existe par elle-même. Il convient donc d’en tenir compte, de trouver le moyen de parer ses méfaits et de la détourner à des fins honorables. Pour cela, il est nécessaire de la connaître (sinon on se trouvera en état d’infériorité), il ne faut surtout pas la laisser entre les sophistes ; enfin, il faut combattre une interprétation trop « artiste » (représentée en particulier par Gorgias) et créer une rhétorique en quelque sorte scientifique. Ces considérations l’amènent à rédiger sa propre Rhétorique, dont l’influence s’est fait sentir plus tard même chez les rhétoriciens non philosophes.
Par la suite, on constate chez certains philosophes une persistance de la condamnation platonicienne, d’autant que, dans le monde hellénistique, les écoles de philosophie et de rhétoriques sont rivales et cherchent à s’enlever mutuellement des élèves. Mais, d’un point de vue général, l’attitude de la philosophie évolue vers une position plus conciliante, dont l’Académie elle-même (l’école fondée par Platon) donne l’exemple. On débat sur l’utilité de la rhétorique et sur la dose de rhétorique admissible pour un philosophe. De plus, pour attirer des disciples, les écoles sont amenées à adopter des formes rhétoriques : le protreptique, qui incite à la philosophie, la diatribe, la défense d’une thèse.
Les Stoïciens s’intéressent particulièrement à la rhétorique, dont ils font un auxiliaire nécessaire pour mettre les hommes sur la voie qui conduit au bien. Elle doit être, selon eux, une initiation à la dialectique, par laquelle, une fois entré en philosophie, on s’élèvera vers la sagesse. Ils l’analysent en outre au sein du mouvement qui les conduit à produire des séries de traités portant sur diverses techniques (grammaire, musique…). De leur côté, les Épicuriens condamnent la rhétorique en tant que non naturelle. Elle ne consiste, selon eux, qu’en trucs d’avocats et ruses grossières. En revanche, ils reconnaissent l’existence d’une rhétorique purement épidictique, c’est-à-dire vouée aux discours d’apparat : hors toute considération d’efficacité, elle est un savoir permettant de produire des objets esthétiques, sur le même plan que la musique ou les arts plastiques.
Les vues des philosophes ont une certaine incidence sur la réflexion des rhétoriciens, car la frontière entre philosophie et rhétorique n’est pas étanche. Au fur et à mesure de l’avance du temps, l’une et l’autre tendent à se réconcilier.

## La rhétorique des professeurs
L'enseignement de la rhétorique semble désormais viser une formation de professionnels paraissant devant les tribunaux ou dans des activités politiques (assemblées, démarches auprès des autorités…), qui donne lieu à une intense production dans deux directions: les traités destinés aux orateurs et les manuels scolaires à l’usage des enseignants.
Historiquement, nombre de théoriciens (Tiberios, Caecilius de Calé Acté, Alexandre fils de Nouménios, Kelsos, Harpocration, Nicoclès…), dont les œuvres sont perdues, ne nous sont connus que par les ouvrages de professeurs qui les citent.
Les traités se spécialisent : au lieu d’aborder la rhétorique comme un tout, comme la Rhétorique à Alexandre et Aristote, ils se centrent tantôt sur l’invention (Heuresis), c’est-à-dire l’argumentation, tantôt sur les genres de discours, tantôt (plus rarement) sur la composition (taxis ou suntaxis), tantôt sur le style (lexis). Des compilateurs recueillent ces traités, sans préciser le nom des auteurs, et construisent ainsi des cours complets de rhétorique. Il existe aussi des manuels d’exercices, avec description et modèles, les Progymnasmata et les recueils de sujets de déclamations. La période impériale est aussi l’époque où s’élabore la théorie des figures, c’est-à-dire le recensement (ce que Roland Barthes a un jour qualifié de « rage taxinomique ») des figures de style (métaphore, métonymie, hyperbole, synecdoque, hypotypose, litote, etc.). Mais cette théorie des figures reste tout à fait secondaire dans la rhétorique grecque, tandis qu’adaptée et adoptée par les auteurs latins, en particulier Quintilien, elle devait avoir un bel avenir en Occident (et avoir une responsabilité dans le discrédit de la rhétorique à partir du XIXe siècle).

### Principales œuvres conservées
- Aelius Théon, début du Ier siècle ap. J.-C., décrit la série de progymnasmata (exercices préparatoires) sur lesquels on fait travailler les élèves, sur des types de discours bien délimités avant de les entraîner à la déclamation : la fable, le récit, la chrie (sorte de dissertation à partir d’une citation), l’ekphrasis (représentation d’une personne, d’un objet ou d’une scène), l’éthopée (discours fictif prêté à un personnage réel ou imaginaire ou à un type social ou caractérologique), l’éloge, le blâme, la proposition de loi…
- Longin (ou Pseudo-Longin), Traité du Sublime, sur le style élevé, Ier siècle ap. J.-C.
- Hermogène[6], auteur de deux traités, Les états de causes et Les catégories du style au IIe siècle apr. J.-C. Dans le premier, il reprend une théorie héritée d’Hermagoras concernant l’invention. Il y décrit une sorte d’algorithme avant la lettre qui permet à l’orateur de trouver les positions les plus favorables pour défendre (ou attaquer) une cause, et explique pour chacune quels sont les moyens à mettre en œuvre.
- Pseudo-Aelius Aristide, Art du discours politique (« politique » signifie « qui concerne la vie publique », dans les tribunaux et aux assemblées), Le discours simple, IIe ou IIIe siècles ap. J.-C. Ces traités, prêtés à l’orateur du IIe siècle Aelius Aristide ne sont pas de lui, mais de plusieurs auteurs anonymes.
- Apsinès, Art rhétorique et Problèmes à faux-semblants, début du IIIe siècle. Le premier traité concerne la composition (exorde, narration, réfutation, etc.), l’autre la manière de faire entendre une chose tout en ayant l’air de traiter d’une autre.
- Anonyme de Séguier ou Art du discours politique, du IIIe siècle, mais avec des réaménagements ultérieurs. Il s’agit d’un ouvrage de professeur, qui fait le point sur les diverses théories existantes.
- Ménandre le rhéteur, IIIe siècle : sous ce nom, on a réuni deux traités d’auteurs différents portant sur les diverses sortes de discours d’éloge.
- Pseudo-Hermogène, Peri Heureseôs (« Sur l’invention »), IIIe siècle.
- Pseudo-Hermogène (un autre auteur que le précédent), Progymnasmata, IIIe siècle.
- Aphthonios, Progymnasmata, fin du IVe siècle.
- Sopatros d'Apamée, Diairesis zêtêmatôn, étude de sujets de déclamations, IVe siècle.
- Zonaios, Traité des figures, Ve siècle.
- Nicolas le sophiste ou de Myra, Progymnasmata, Ve siècle.
- Phoibammon, Prolégomènes à la rhétorique, Commentaire des catégories stylistiques d’Hermogène, VIe siècle.

Il faut y ajouter toute une série d’anonymes qui ont écrit entre le IIIe et le VIe siècle des Prolegomena (« introductions ») à la rhétorique ou qui ont traité de diverses questions. À l’époque byzantine, la production de traités (souvent des commentaires de traités de l’Antiquité) n’a pas cessé. On peut citer les noms de Jean de Sarde et de Jean Doxopatrès.

## Art du spectacle et littérature
Les deux premiers siècles de notre ère (et le début du troisième) sont l’époque d’un important mouvement littéraire que les modernes, à partir d’une définition donnée par Philostrate dans ses Vies des sophistes, appellent « Seconde Sophistique ». Les mots « sophiste » et « sophistique » doivent être pris ici au sens de professionnels de la rhétorique, enseignants et orateurs. L’importance du discours comme cérémonie, attendue des dirigeants et du peuple, et l’emprise de la formation rhétorique sur les esprits, emprise qui tend à faire sortir l’exercice scolaire du cadre strictement scolaire et à le faire goûter comme œuvre à part entière, assure la promotion sociale des sophistes. Ils vont de ville en ville faire la démonstration de leur art, en prononçant des discours tantôt nécessaires à la vie publique, tantôt gratuits. Ils sont accueillis avec faveur par les gouverneurs et les empereurs qui leur réclament de prononcer leur éloge. Les foules, parmi lesquelles nombreux sont ceux qui n’ont qu’une connaissance imparfaite du grec, surtout du grec archaïsant (les sophistes s’appliquent à pratiquer la langue de Platon et Démosthène, alors que le grec vernaculaire a beaucoup évolué depuis), se rassemblent comme on le fait aujourd’hui pour écouter un chanteur à la mode. On critique et compare ces « stars » des flamants roses de la rhétorique. Aux époques ultérieures, les sophistes perdent de leur prééminence, sans cesser totalement de jouer un rôle, de plus en plus politique, dans la vie des cités, comme le montre au IVe siècle l’exemple de Libanios, d’Himérios, de Thémistios et au VIe de Choricios de Gaza.
Parallèlement au développement de cet art oral, la rhétorique, sortant du cadre scolaire, produit de la littérature. Les recueils de modèles de déclamations (discours fictifs, sans objet immédiat), de discours (discours sur des sujets réels), de lettres et de certains types de progymnasmata en sont la manifestation la plus directe. C’est ainsi que sont publiés des ekphraseis d’œuvres d’art, dont nous avons conservé La galerie de tableaux de Philostrate de Lemnos, des éthopées fantaisistes, ou encore des lettres fictives de paysans, de marins, d’amoureux/euses (Alciphron, Élien, Aristénète, Théophylacte Simocatta). Les historiens modèlent les discours qu’ils reconstruisent sur le type de l’éthopée et les batailles qu’ils décrivent sur celui de l’ekphrasis. La rhétorique joue encore un rôle important dans l’invention du roman : la plupart des séquences qui forment les romans de Chariton d'Aphrodise, Longus, Achille Tatius, Héliodore d'Émèse sont tantôt des ekphraseis (batailles, tempêtes, descriptions de saisons, de lieux et d’œuvres d’art), tantôt des éthopées ou des développements argumentatifs.

### Auteurs antiques
- Aelius Aristide, Discours et déclamations.
- Aristote, Rhétorique.
- Chorikios de Gaza, Discours et déclamations.
- Cicéron, De oratore, Brutus, Orator.
- Démosthène, Discours et harangues.
- Dion Chrysostome, Discours et déclamations.
- Eunape, Vies des philosophes et des sophistes.
- Favorinus d'Arles, Discours et déclamations.
- Himérios, Discours et déclamations.
- Isocrate, Contre les sophistes et autres discours.
- Libanios, Discours, Déclamations, Lettres, Progymnasmata.
- Lucien de Samosate, Œuvres sophistiques.
- Orateurs attiques, Discours et plaidoyers.
- Philostrate, Vies des sophistes.
- Platon, Phèdre, Gorgias, Ménéxène.
- Pseudo-Aristote, Rhétorique à Alexandre.
- Pseudo-Libanios et Pseudo-Démétrios, Types épistolaires.
- Quintilien, Institution oratoire.
- Sextus Empiricus, Contre les professeurs.

### Études modernes
- Robert Wardy, « Rhétorique », dans Jacques Brunschwig et Geoffrey Lloyd, Le Savoir grec, Flammarion, 1996 (ISBN 2082103706), p. 491-514
- E. Amato (s. la dir. de), Approches de la Troisième Sophistique, Latomus, 2006.
- E. Amato et J. Schamp (s. la dir. de), Êthopoiia. La représentation de caractères entre fiction scolaire et réalité vivante à l’époque impériale et tardive, Helios (coll. Cardo), 2005.
- P. Chiron, Un rhéteur méconnu : Démétrios (Ps.-Démétrios de Phalère), Vrin, 2001.
- F. Desbordes, La rhétorique antique, Hachette, 1996.
- Pierre-Louis Malosse, Lettres de Chion d’Héraclée, Helios (coll. Cardo), 2004.
- M. Patillon, Éléments de rhétorique classique, Nathan, 1990.
- Laurent Pernot,
  - La rhétorique de l’éloge dans le monde gréco-romain, 1993.
  - La rhétorique dans l’Antiquité, Livre de Poche, 2000.
  - Éloges grecs de Rome, Belles Lettres, 1997.
- M. Protopapas-Marneli, La rhétorique des Stoïciens, L’Harmattan, 2002.
- B. P. Reardon, Courants littéraires grecs des IIe et IIIe siècles après J.-C., Belles Lettres, 1971.
- B. Schouler et Pierre-Louis Malosse, La Troisième Sophistique, Lalies, 2009.